# Detective (investigador)

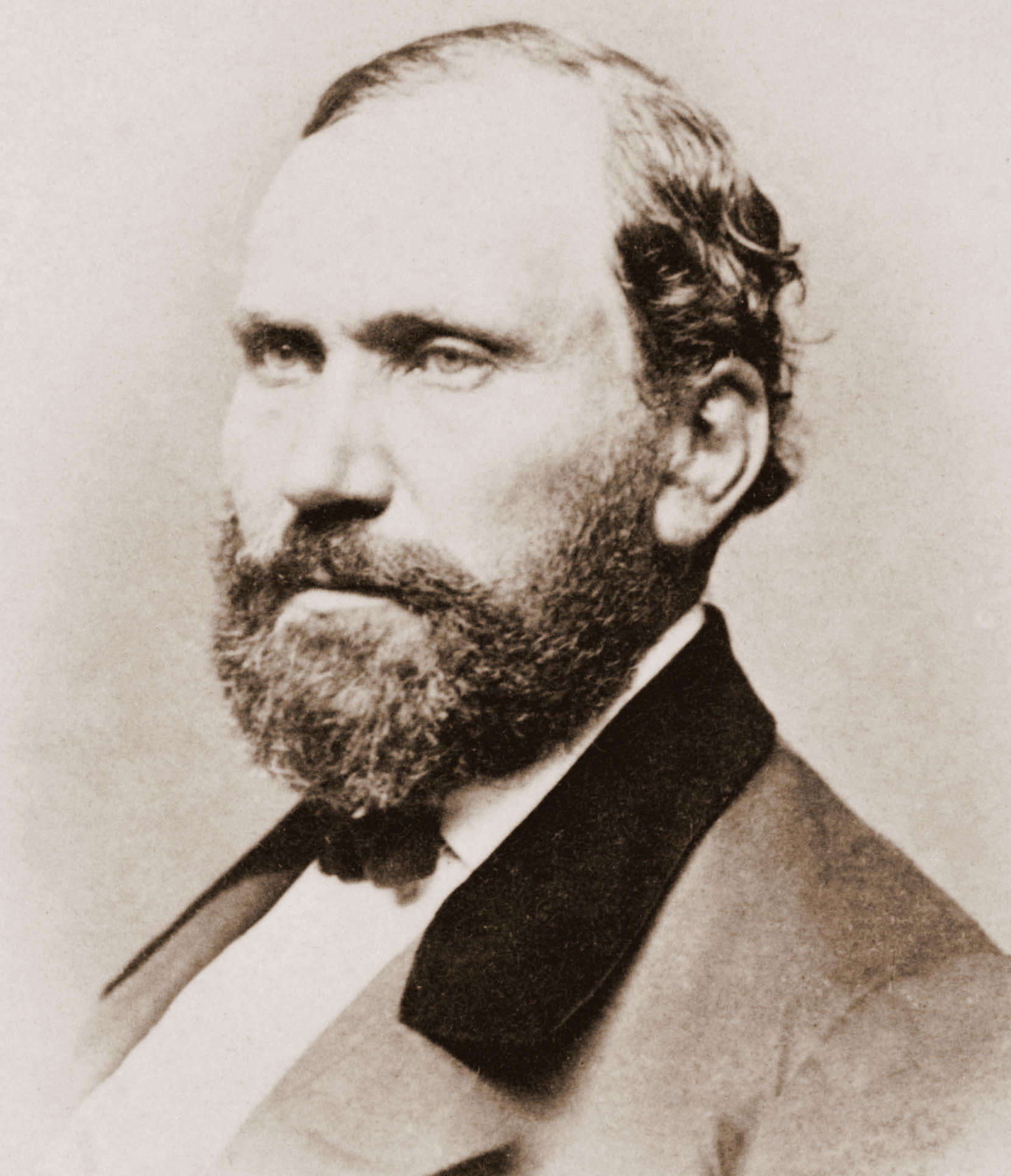
Allan Pinkerton, detective y espía escocés que fundó la Agencia Pinkerton, la primera agencia de detectives del mundo.

Detective es un término de origen inglés, que literalmente significa detectar un hecho, descubrir, revelar, investigar, desenmascarar o aclarar circunstancias así como personas con ellas involucradas. La palabra proviene del latín detectus, y este del verbo detegere formado por de- (quitar) y -tegere (cubrir); en resumen y en su origen significó "quitar la cubierta".
Como término policial, detective es aquel que investiga ciertos hechos así como las circunstancias que los rodearon, y así como las personas relacionadas o involucradas con los mismos. Un detective es un investigador, que puede ser privado o miembro de la policía (oficial de policía, que no viste uniforme, sino que va de paisano, siendo una figura que generalmente se da en países anglosajones).
En la ficción, en el cine o en la literatura, la figura del detective se asocia a la persona que resuelve crímenes.

## Los detectives en la Inglaterra previctoriana y victoriana
A diferencia de otros países del continente europeo que disponían de policía en exceso, Inglaterra no contó con una fuerza policial estatal hasta bien entrado el siglo XVIII. La custodia de los bienes y las vidas de los ciudadanos de Londres, por ejemplo, se encomendaba a agentes o detectives privados que ejercían su oficio en condiciones harto precarias. Eran conocidos como charlies (“Carlitos”), porque su existencia databa del antiguo tiempo de los reyes Carlos. Su cargo no era muy codiciado por el inglés medio, y únicamente aceptaban ejercer tal función de vigilancia, ancianos cuya jubilación no alcanzaba para sobrevivir o desocupados carentes de cualquier preparación.
No era de sorprender que frente a los embates de una delincuencia irrefrenable, la ciudadanía clamara por verdadera protección. No obstante, se siguió insistiendo con detectives o agentes particulares, tras leyes promulgadas durante los reinados de Jorge II (1737) y de su sucesor Jorge III (1777), monarcas que ordenaron la creación de una guardia nocturna destinada a patrullar la City de Londres y otras ciudades prominentes de Gran Bretaña, con el objeto de evitar incendios, hurtos, homicidios, violaciones, y desórdenes en general. Pero esta legislación fracasó, pues los detectives que sustituyeron a los “Carlitos”, aunque eran hombres más jóvenes, duchos, y mejor equipados, en muchos casos también eran corruptos y congeniaban con los bribones. Se generalizó y se tornó habitual por aquel entonces la práctica de la felonía y de los sobornos. De hecho, los habitantes se veían forzados a acordar con los malhechores, entregándoles dinero para que aquellos accediesen a devolver los bienes y valores que previamente habían hurtado.
A veces, estos detectives impuestos por las leyes de los reyes Jorge intercedían entre el agresor y la víctima logrando un trato medianamente justo, actuando con probidad y eficacia, pero tal conducta no constituía la regla sino la rara excepción. 

## Ficción
Las historias sobre detectives son usuales en la literatura desde el inicio del siglo XIX. Sherlock Holmes, personaje de Arthur Conan Doyle, así como Hércules Poirot, personaje de Agatha Christie, son los detectives más famosos en las novelas y en la pantalla grande.

## España
En España, la figura y profesión del detective se enmarca en el desarrollo de la investigación privada, no existiendo ninguna relación con las fuerzas y cuerpos de seguridad del Estado, como sí existe en el mundo anglosajón, donde el detective suele ser un oficial de policía, que va de paisano. En cambio el rango tiene él título de inspector, que cumple las mismas funciones.
Esta profesión está regulada por ley de Seguridad Privada, donde se establece el marco legal que describe y normativiza: en qué consiste las funciones del detective, quién puede desarrollarlas, requisitos del detective (con respecto a su formación universitaria, cómo deben ser las sociedades de detectives, etc), régimen disciplinario y sancionador, etc. 
Existen unas 4.000 licencias o TIP (Tarjeta de Identidad Profesional) expedidas, sin embargo, se calcula que menos del 50 % ejercen esta profesión en la actualidad.

## Brasil
En Brasil, la profesión de detective particular, que no debe ser confundida con la de investigador de policía, está asociada con su formación y destreza, aunque no requiere ningún tipo de afiliación en ningún sindicato o asociación profesional.
Pero para que un detective pueda ejercer su profesión legalmente, necesita que se registre en la Prefeitura Municipal de la ciudad donde va a ejercer, obteniendo así su inscrição municipal. Y así, cumpliendo con esas formalidades y obligaciones, se podrá ejercer la profesión de detective en forma legal.
El Ministério do Trabalho e Emprego (MTE), califica al detective particular a través del CBO 3518-05 - DETETIVE PROFISSIONAL, por lo que en Brasil la profesión está legalmente constituida y reconocida.
A pesar de que la actividad aún no está reglamentada por el Governo Federal o a través de alguna ley ordinaria, la profesión es muy antigua en el país, y existe hace más de setenta años. La registración o colegiación, según decisión del Supremo Tribunal Federal, no es obligatoria, pero se suele hacer en forma voluntaria, pues sirve como punto de referencia para los profesionales.

### Legislación profesional
El Senado Federal, a través de la Lei nº 3099 de fecha 24 de febrero de 1957, estableció en Brasil las condiciones para los servicios de informaciones reservadas o confidenciales, de tipo comercial o de tipo personal. Y el Decreto nº 50.532 de fecha 3 de mayo de 1961, se ocupa del funcionamiento de las empresas a las que se refiere la citada ley número 3099.